# Petit-Verly
Petit-Verly è un comune francese di 196 abitanti situato nel dipartimento dell'Aisne della regione dell'Alta Francia.

## Società

### Evoluzione demografica
Abitanti censiti